# Love Is Pain (canción de Fergie)
"Love Is Pain" es una canción de Fergie de su álbum de estudio "Double Dutchess". La canción habla sobre el final de la relación entre ella y Josh Duhamel. Fergie dedicó la canción a Prince, diciendo que estaba inspirada por su "Purple Rain" en escritura y composición. La canción presenta solos de guitarra muy apreciados por críticos y fan.

## Video y revisión
El video muestra a Fergie en un pedestal, mientras canta, con un tono de voz triste y profundo, similar a la expresión de dolor en su rostro. El video también muestra a la bailarina andrógina Denna Thomsen, vistiendo un vestido blanco, quien realiza una coreografía siguiendo las palabras de Fergie. Thomsen está cubierta por una lluvia púrpura (otro signo de inspiración de "Purple Rain") que baña su vestido de un rojo sangre. Al final todo el vestido es rojo. En otras escenas vemos a Fergie mientras el confeti plateado cae sobre ella, representando el amor, mientras que en las escenas alternativas, Thomsen, vestida de rojo y bajo la lluvia, representa dolor. El video termina con Fergie bajo una lluvia de brillantes confeti. El video de la canción fue publicado el mismo día de la publicación de "Love Is Blind".
Alessandro Buzzella di RNB Junk dio a la canción el puntaje máximo de 5/5, describiendo la canción de la siguiente manera: "El ritmo mínimo dado por los dedos, la línea de guitarra eléctrica ligera que se vuelve poderosa en el puente final, los coros que se mezclan con voz del cantante, hacer que todo sea increíblemente emocionante y coivolgente ". Y concluyó: "Love Is Pain cierra el proyecto muy bien, dejando una sensación de asombro y maravilla en el oyente". Por Tim Dolan de axs, después de ver "Love is Blind", Fergie regresa al mundo real en "Love Is Pain", usando fondos de colores pastel y bailes interpretativos para dirigir su mensaje doloroso a un amante perdido. "Un día cuando te despiertes me habrás perdido / espero que se vuelva loco / porque el dolor es amor y el amor es dolor".

## Actuaciones en vivo
Fergie cantó la canción en Rock In Río tanto en 2016 como en 2017, dedicándose a la muerte de Prince en ambas fechas.